# Platygaster hyemalis
Platygaster hyemalis är en stekelart som beskrevs av Curtis 1830. Platygaster hyemalis ingår i släktet Platygaster och familjen gallmyggesteklar. Inga underarter finns listade i Catalogue of Life.